# Baruch Solomon Löwenstein
Baruch Solomon Löwenstein (Włodarka, Rússia, século XIX) foi um matemático judeu. Escreveu Bikkure ha-Limmudiyyot, explanações das passagens matemáticas das obras de Abraão ibn Ezra, Moses Maimonides e Joseph Solomon Delmedigo. Também anotou e publicou em 1863 uma segunda edição de Shebile di-Reḳia, por Elias Höchheimer, sobre as regras do calendário, com elementos de geometria, trigonometria e astronomia.